# Planowanie rodziny

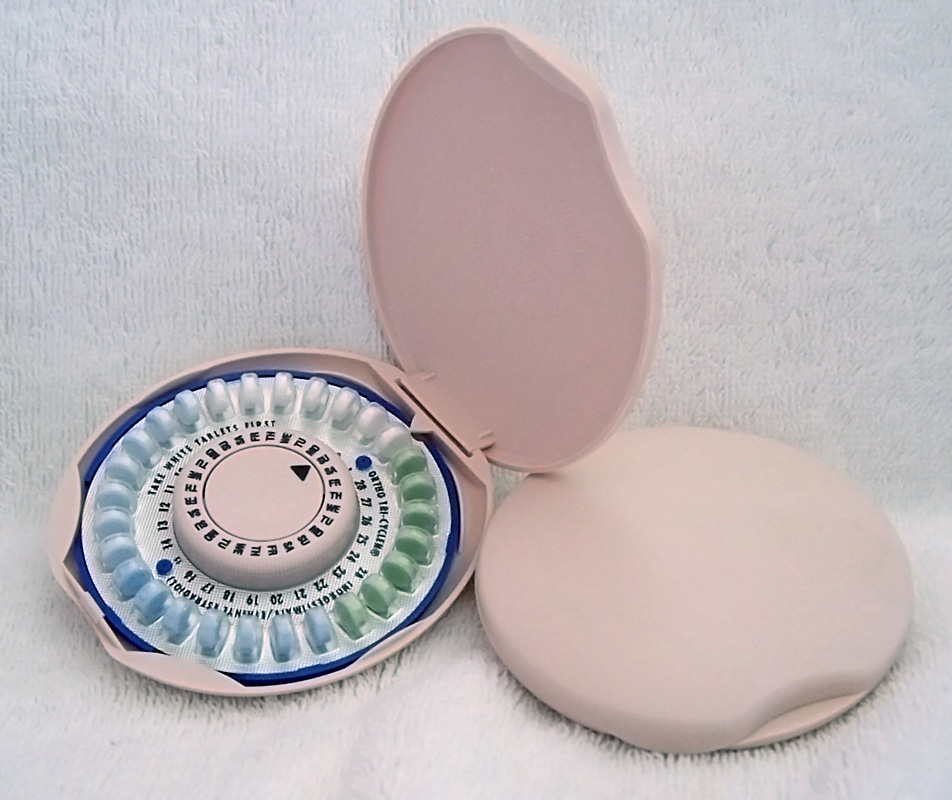
Tabletki antykoncepcyjne. Wprowadzona w 1960 roku „pigułka” od dziesięcioleci odgrywa kluczową rolę w planowaniu rodziny.

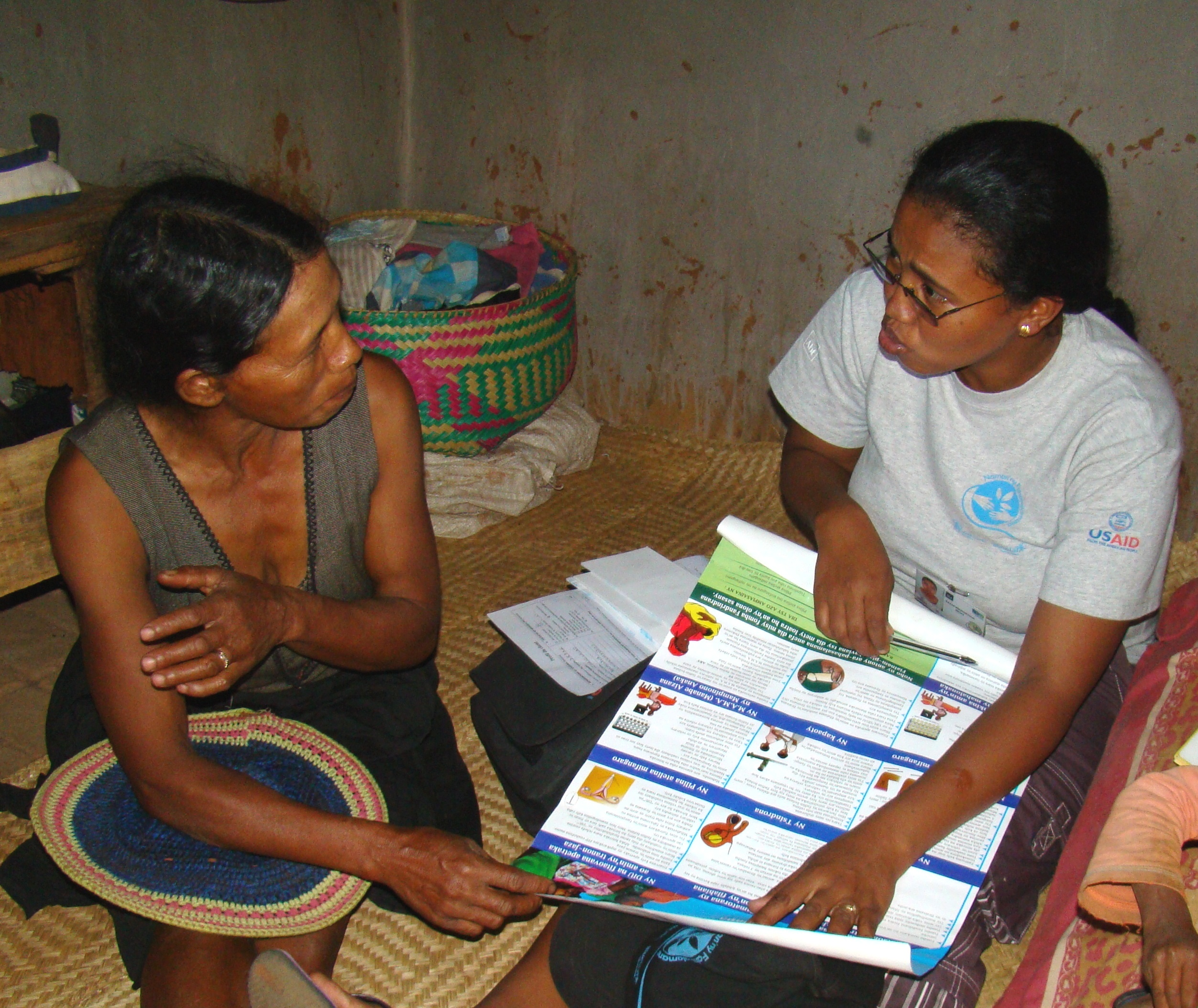
Pracowniczka służby zdrowia wyjaśnia kobiecie z Madagaskaru różne metody planowania rodziny.

Planowanie rodziny to działania mające na celu przewidywanie i osiąganie przez pary i poszczególniane osoby pożądanej liczby dzieci, czasu ich narodzin i odstępów między nimi. Cele te osiąga się poprzez stosowanie metod antykoncepcyjnych i leczenie niedobrowolnej niepłodności. Planowanie rodziny może obejmować analizę liczby dzieci, które kobieta chce mieć (w tym wybór, aby nie mieć dzieci) i wiek, w którym chce je mieć. Wpływ na te kwestie mają czynniki zewnętrzne, takie jak stan cywilny, względy zawodowe, sytuacja finansowa oraz ewentualne niepełnosprawności, które mogą wpłynąć na zdolność do posiadania i wychowywania dzieci. W przypadku osób aktywnych seksualnie, planowanie rodziny może obejmować stosowanie antykoncepcji i innych technik pozwalających kontrolować czas reprodukcji.
Inne aspekty planowania rodziny obejmują edukację seksualną, profilaktykę i leczenie chorób przenoszonych drogą płciową oraz leczenie niepłodności. Planowanie rodziny, zgodnie z definicją Organizacji Narodów Zjednoczonych i Światowej Organizacji Zdrowia, obejmuje usługi prowadzące do poczęcia. Zabiegi aborcji nie są częścią planowania rodziny, chociaż dostęp do antykoncepcji i planowania rodziny zmniejsza zapotrzebowanie na aborcje.